# Pollice
Pollice, der Daumen, war ein Längenmaß in verschiedenen italienischen Regionen und entsprach dem Zoll. Es war ein kleineres Maß zur Unterteilung von Elle und Fuß.
Allgemein waren 
- 16 Pollici = 1 Elle
- 12 Pollici = 1 Fuß

Je nach Region schwankte Pollice wegen unterschiedlicher Ellen-  und Fußmaße.
Beispiele für den Fuß oder Pide, beziehungsweise Palmo/Pan für Nizza:
- Mailand 1 Pollice = 16,07 Pariser Linien = 0,03627 Meter
- Modena 1 Pollice = 19,322 Pariser Linien = 0,043587 Meter
- Padua 1 Pollice = 13,20 Pariser Linien = 0,029783 Meter
- Nizza (ital. Zeit) 1 Pollice = 9,775 Pariser Linien = 0,02205 Meter